# 아름답다
"아름답다"(영어: Beautiful)는 2008년 개봉한 대한민국의 영화이다.

## 캐스팅
- 차수연 - 은영 역
- 이천희 - 순경, 은철 역
- 최무성 - 김 형사 역
- 김민수 - 성민 역
- 이민 - 미연 역
- 김범준 - 민호 역
- 표은진 - 뚱녀 역
- 배용근 - 미용실 원장 역
- 김선빈 - 작업남 역
- 조석현 - 소변남 역
- 김왕근 - 경비원 역

## 수상
- 2008년 제22회 후쿠오카 아시아 영화제 그랑프리(전재홍)